# Аббасов, Шухрат Салихович
Шухра́т Салихович Абба́сов (узб. Shuhrat Abbosov; 16 января 1931, Коканд, Узбекская ССР, СССР — 25 апреля 2018, Ташкент, Узбекистан) — советский, узбекский кинорежиссёр, сценарист, педагог. Народный артист СССР (1981).

## Биография
Шухрат Аббасов родился 16 января 1931 года в Коканде (ныне в Ферганской области, Узбекистан). По национальности — узбек.
В 1949 году окончил Ташкентский медицинский техникум, в 1954 — режиссёрский факультет Ташкентского государственного института театрального искусства им. А. Н. Островского (ныне Государственный институт искусств и культуры Узбекистана), в 1958 — Высшие режиссёрские курсы при «Мосфильме», дипломная работа — короткометражка «Филиппинец и пьяный».
В 1954—1956 годах — главный режиссёр Ташкентского областного музыкально-драматического театра им. М. Уйгура в Янгиюле.
С 1958 по 1991 год — режиссёр киностудии «Узбекфильм», в 1982—1986 годах — её директор.
Секретарь правления Союза кинематографистов Узбекистана. В 1996—2001 годах — первый заместитель председателя правления Союза кинематографистов Узбекистана.
Преподавал в Ташкентском театрально-художественном институте им. А. Н. Островского (ныне Государственный институт искусств и культуры Узбекистана) (с 1983 года — профессор, с 1991-го — заведующий кафедрой «Искусство драмы и кино»).
Скончался 25 апреля 2018 года в Ташкенте. Похоронен 26 апреля 2018 года в Ташкенте на кладбище «Чагатай».

### Семья
- Сын — Назим Шухратович Аббасов (1962—2020), кинорежиссёр, киноактёр, сценарист и художник.
- Сын — Эльджон Шухратович Аббасов, кинорежиссер, Директор Национального Кинофонда Узбекистана.
- Дочь — Асаль Шухратовна Аббасова, сотрудница МИД РУз.
- Дочь — Стефания Шухратовна Аббасова, художница.

## Награды и звания
- Заслуженный деятель искусств Узбекской ССР (1965)[3]
- Народный артист Узбекской ССР (1974)[4]
- Народный артист СССР (14.01.1981)[5]
- Государственная премия Узбекской ССР имени Хамзы (1974, фильмы «Ты не сирота» и «Абу Райхан Беруни»)[6]
- Премия Ленинского комсомола Узбекистана (1972, фильмы «Ташкент — город хлебный», «Ты не сирота», «Драма любви»)
- Орден Трудового Красного Знамени
- Орден «Эл-юрт Хурмати» (Узбекистан) (1998)[7]
- Медаль «В ознаменование 100-летия со дня рождения Владимира Ильича Ленина»
- Медаль «Шухрат» (Узбекистан) (1994)
- МКФ во Франкфурте-на-Майне (Приз, фильм «Ты не сирота», 1963)
- Смотр-соревнование кинематографистов Средней Азии и Казахстана в Алма-Ате (Диплом за лучшую режиссуру, фильм «Ташкент — город хлебный», 1969)
- V ВКФ в Тбилиси (Приз за лучшую режиссуру, фильм «Драма любви», 1972)
- VIII ВКФ в Кишинёве (Главный приз, фильм «Абу Райхан Беруни», 1975)
- МКФ в Тегеране (Приз «Золотой дельфин», фильм «Абу Райхан Беруни», 1977)
- Почётный диплом «Истинному сыну Узбекистана Аббасову Шухрату Салиховичу за весомый вклад в развитие отечественного киноискусства, пропаганду общечеловеческих ценностей, служение идеалам Добра и Милосердия» (Республиканский клуб кинотворчества «Она Ер/Мать Земля», Международный женский общественный фонд «Шарк аёли — Женщина Востока», Общество киновидеолюбителей Узбекистана, 2013)[8].

## Творчество

### Постановки спектаклей
- «Сердечные тайны» Б. Рахманова
- «Нурхон» К. Яшена
- «Проделки Майсары» Хамзы
- «Больные зубы» А. Каххара и другие.

### Фильмография
- 1958 — Васисуалий Лоханкин (короткометражный) (совм. с Г. Данелия)
- 1958 — Филиппинец и пьяный (короткометражный, дипломная работа)
- 1960 — Об этом говорит вся махалля
- 1962 — Ты не сирота
- 1965 — Прозрение
- 1967 — Ташкент — город хлебный
- 1971 — Драма любви
- 1974 — Абу Райхан Беруни
- 1977—1985 — Огненные дороги (17 серий)
- 1989 — Маленький человек на большой войне
- 1997 — Отчие долины

### Сценарист
- 1958 — «Васисуалий Лоханкин» (короткометражный) (совм. с Г. Данелия)
- 1971 — Драма любви (совм. с С. Хусанходжаеым)
- 1974 — Абу Райхан Беруни (совм. с П. Булгаковым)
- 1977 — Озорник (совм. с А. Наумовым)
- 1977—1985 — Огненные дороги (совм. с К. Яшеном и Б. Приваловым)
- 1989 — Маленький человек на большой войне
- 1993 — Счастье моё, ты оплачено кровью
- 1997 — Отчие долины (совм. с М. Туйчиевым)

### Актёр
- 1976 — Птицы наших надежд — эпизод
- 2006 — Тайна красоты — эпизод